# 中亚酸模
中亚酸模（学名：Rumex popovii），为蓼科酸模属下的一个植物种。